# Liste des routes d'État en Iowa
Les routes d'État en Iowa sont entretenues par le Iowa Department of Transportation (Iowa DOT).

## Liste des routes d'État
| Numéro   | Longueur (mi) | Longueur (km) | Terminus sud / ouest                                      | Terminus nord / est                            | Créée | Notes                                                                                               |
| -------- | ------------- | ------------- | --------------------------------------------------------- | ---------------------------------------------- | ----- | --------------------------------------------------------------------------------------------------- |
| Iowa 1   | 119,27        | 191,94        | Iowa 2 près de Keosauqua                                  | US 151 près d'Anamosa                          | 1926  | |
| Iowa 2   | 251,38        | 404,55        | N-2 à la frontière du Nebraska à Nebraska City, NE        | US 61 à Fort Madison                           | 1941  | |
| Iowa 3   | 323,10        | 519,98        | SD 50 à la frontière du Dakota du Sud                     | Northwest Arterial à Dubuque                   | 1945  | |
| Iowa 4   | 146,34        | 235,52        | Iowa 44 à Panora                                          | MN 4 à la frontière du Minnesota               | 1969  | |
| Iowa 5   | 103,54        | 166,63        | Route 5 à la frontière du Missouri                        | I-35 près de West Des Moines                   | 1969  | |
| Iowa 7   | 73,66         | 118,55        | Iowa 3 près d'Aurelia                                     | US 169 à Fort Dodge                            | 1969  | |
| Iowa 8   | 13,96         | 22,47         | US 63 à Traer                                             | US 218 près de Garrison                        | 1926  | |
| Iowa 9   | 295,09        | 474,90        | SD 42 à la frontière du Dakota du Sud                     | WIS 82 à la frontière du Wisconsin à Lansing   | 1920  | |
| Iowa 10  | 104,51        | 168,20        | SD 46 à la frontière du Dakota du Sud                     | Iowa 4 à Havelock                              | 1920  | |
| Iowa 12  | 46,27         | 74,47         | US 20 / US 75 à Sioux City                                | Iowa 10 à Hawarden                             | 1920  | |
| Iowa 13  | 85,24         | 137,17        | US 30 / US 151 près de Bertram                            | US 52 près de Froelich                         | 1920  | |
| Iowa 14  | 187,84        | 302,30        | Iowa 2 à Corydon                                          | US 18 / US 218 Bus. à Charles City             | 1920  | |
| Iowa 15  | 63,58         | 102,32        | Iowa 3 près de Pocahontas                                 | MN 15 à la frontière du Minnesota              | 1969  | |
| Iowa 16  | 65,49         | 105,39        | US 34 près d'Agency                                       | US 61 à Wever                                  | 1930  | |
| Iowa 17  | 102,79        | 165,42        | Iowa 141 à Granger                                        | US 18 près de Wesley                           | 1969  | |
| Iowa 21  | 97,15         | 156,35        | Iowa 149 près de Hedrick                                  | US 20 / Iowa 27 à Waterloo                     | 1934  | |
| Iowa 22  | 97,91         | 157,56        | Iowa 21 près de Thornburg                                 | US 61 à Davenport                              | 1926  | |
| Iowa 23  | 16,02         | 25,79         | Iowa 92 à Oskaloosa                                       | Iowa 149 près de Fremont                       | 1997  | Ancienne US 63                                                                                      |
| Iowa 24  | 27,55         | 44,33         | US 18 / US 63 à New Hampton                               | US 52 / Iowa 150 à Calmar                      | 1928  | |
| Iowa 25  | 103,42        | 166,44        | Iowa 2 près de Benton                                     | US 30 près de Scranton                         | 1926  | |
| Iowa 26  | 11,37         | 18,30         | Iowa 9 à Lansing                                          | MN 26 à la frontière du Minnesota à New Albin  | 1969  | |
| Iowa 27  | 281,69        | 453,34        | Route 27 à la frontière du Missouri                       | I-35 à la frontière du Minnesota               | 2001  | Avenue of the Saints                                                                                |
| Iowa 28  | 21,61         | 34,78         | Iowa 92 à Martensdale                                     | I-35 / I-80 à Johnston                         | 1926  | |
| Iowa 31  | 38,50         | 61,97         | US 59 près de Quimby                                      | Iowa 141 près de Smithland                     | 1920  | |
| Iowa 37  | 40m32         | 64,89         | Iowa 175 près de Turin                                    | US 59 près d'Earling                           | 1920  | |
| Iowa 38  | 98,94         | 159,23        | US 61 Bus / Iowa 92 à Muscatine                           | Iowa 3 près d'Edgewood                         | 1920  | |
| Iowa 39  | 24,32         | 39,14         | US 59 à Denison                                           | Iowa 175 à Odebolt                             | 1969  | |
| Iowa 44  | 104,52        | 168,22        | US 30 près de Logan                                       | Iowa 141 à Grimes                              | 1969  | |
| Iowa 48  | 47,92         | 77,12         | US 59 à Shenandoah                                        | US 6 près de Lewis                             | 1920  | |
| Iowa 51  | 11,01         | 17,71         | US 18 / US 52 à Postville                                 | Iowa 9 près de Waukon                          | 1920  | |
| Iowa 56  | 24,43         | 39,32         | Iowa 150 à West Union                                     | Iowa 13 à Elkader                              | 1920  | |
| Iowa 57  | 43,77         | 70,43         | US 65 près d'Iowa Falls                                   | US 218 / Iowa 27 / Iowa 58 à Cedar Falls       | 1986  | Ancienne US 20                                                                                      |
| Iowa 58  | 12,03         | 19,36         | US 63 à Hudson                                            | US 218 / Iowa 27 / Iowa 57 à Cedar Falls       | 1920  | |
| Iowa 60  | 58,77         | 94,58         | US 75 à Le Mars                                           | MN 60 à la frontière du Minnesota              | 1969  | |
| Iowa 62  | 19,63         | 31,60         | Iowa 64 à Maquoketa                                       | US 52 à Bellevue                               | 1920  | |
| Iowa 64  | 64,36         | 103,60        | US 151 à Anamosa                                          | US 52 / IL 64 à la frontière de l'Illinois     | 1939  | |
| Iowa 70  | 23,95         | 38,55         | Iowa 92 à Columbus Junction                               | US 6 à West Liberty                            | 1969  | |
| Iowa 76  | 48,91         | 78,72         | US 18 près de McGregor                                    | MN 76 à la frontière du Minnesota              | 1969  | |
| Iowa 78  | 58,43         | 94,03         | Iowa 149 près de Martinsburg                              | US 61 près de Morning Sun                      | 1920  | |
| Iowa 81  | 2,22          | 3,57          | Route 81 à la frontière du Missouri                       | Iowa 2 près de Farmington                      | 1969  | |
| Iowa 83  | 34,19         | 55,03         | US 59 à Avoca                                             | Iowa 148 à Anita                               | 1920  | |
| Iowa 85  | 8,41          | 13,53         | Limites de Montezuma                                      | Iowa 21 près de Deep River                     | 1920  | |
| Iowa 86  | 12,52         | 20,15         | US 71 près de Milford                                     | MN 86 à la frontière du Minnesota              | 1980  | |
| Iowa 92  | 274,23        | 441,33        | US 275 / N-92 à la frontière du Nebraska à Council Bluffs | IL 92 à la frontière de l'Illinois à Muscatine | 1939  | |
| Iowa 93  | 29,53         | 47,53         | US 63 près de Tripoli                                     | Iowa 150 à Fayette                             | 1920  | |
| Iowa 96  | 16,64         | 26,77         | Iowa 14 près de Gladbrook                                 | US 63 près de Gladbrook                        | 1920  | |
| Iowa 100 | 16,14         | 25,98         | US 30 / US 218 à Cedar Rapids                             | US 151 / Iowa 13 près de Marion                | 1984  | |
| Iowa 102 | 0,50          | 0,81          | Limites de New Sharon                                     | US 63 / Iowa 146 à New Sharon                  | 1980  | |
| Iowa 110 | 14,79         | 23,80         | US 20 à Schaller                                          | Iowa 7 à Storm Lake                            | 1934  | |
| Iowa 116 | 2,78          | 4,47          | Iowa 3 à Waverly                                          | US 218 près de Waverly                         | 1998  | |
| Iowa 117 | 18,56         | 29,87         | Iowa 163 à Prairie City                                   | US 65 / Iowa 330 près de Mingo                 | 1939  | |
| Iowa 122 | 12,26         | 19,74         | I-35 / US 18 à Clear Lake                                 | Limites de Mason City                          | 1999  | |
| Iowa 127 | 15,99         | 25,73         | I-29 près de Mondamin                                     | US 30 à Logan                                  | 1924  | |
| Iowa 128 | 6,98          | 11,24         | Iowa 13 près d'Elkader                                    | US 52 près de Garnavillo                       | 1924  | |
| Iowa 130 | 32,02         | 51,54         | Iowa 38 à Tipton                                          | I-80 / US 61 à Davenport                       | 1969  | |
| Iowa 136 | 87,61         | 141,00        | IL 136 à la frontière de l'Illinois à Clinton             | US 20 / US 52 à Dyersville                     | 1926  | |
| Iowa 137 | 14,53         | 23,38         | Iowa 5 à Albia                                            | US 63 / Iowa 163 à Eddyville                   | 1934  | |
| Iowa 139 | 11,43         | 18,40         | Iowa 9 près de Cresco                                     | MN 139 à la frontière du Minnesota             | 1930  | |
| Iowa 140 | 25,31         | 40,73         | US 20 à Moville                                           | Iowa 3 à Remsen                                | 1926  | |
| Iowa 141 | 155,36        | 250,03        | I-29 près de Sloan                                        | I-35 / I-80 à Grimes                           | 1926  | |
| Iowa 143 | 12,05         | 19,39         | Iowa 3 à Marcus                                           | Iowa 10 à Granville                            | 1926  | |
| Iowa 144 | 34,04         | 54,78         | Iowa 141 à Perry                                          | Iowa 175 près de Harcourt                      | 1926  | |
| Iowa 146 | 42,74         | 68,78         | US 63 / Iowa 102 à New Sharon                             | US 30 à Le Grand                               | 1926  | |
| Iowa 148 | 66,83         | 107,55        | Route 148 à la frontière du Missouri                      | I-80 / US 6 près d'Anita                       | 1926  | |
| Iowa 149 | 65,90         | 106,05        | US 34 à Ottumwa                                           | I-80 près de Williamsburg                      | 1926  | |
| Iowa 150 | 85,09         | 136,94        | US 218 à Vinton                                           | US 52 / Iowa 24 à Calmar                       | 1941  | |
| Iowa 160 | 2,45          | 3,94          | Iowa 415 à Ankeny                                         | I-35 à Ankeny                                  | 1947  | |
| Iowa 163 | 166,27        | 267,59        | US 69 à Des Moines                                        | US 34 à Burlington                             | 1937  | |
| Iowa 165 | 0,41          | 0,66          | Abbott Drive à Omaha, NE                                  | Abbott Drive à Omaha, NE                       | 1956  | Seule route d'état à l'ouest de la rivière Missouri. Aucun accès direct sans passer par le Nebraska |
| Iowa 173 | 14,68         | 23,63         | Iowa 83 près d'Atlantic                                   | Iowa 44 à Kimballton                           | 1930  | |
| Iowa 175 | 221,37        | 356,26        | N-51 à la frontière du Nebraska                           | US 63 près de Hudson                           | 1930  | |
| Iowa 182 | 9,05          | 14,57         | US 18 à Inwood                                            | Iowa 9 près de Larchwood                       | 1969  | |
| Iowa 183 | 29,95         | 48,20         | Iowa 127 près de Mondamin                                 | Iowa 141 à Ute                                 | 1930  | |
| Iowa 187 | 28,39         | 45,68         | US 20 près de Masonville                                  | Iowa 150 près de Fayette                       | 1931  | |
| Iowa 188 | 24,23         | 39,00         | Iowa 3 près de Clarksville                                | US 63 près de Tripoli                          | 1945  | |
| Iowa 191 | 22,79         | 36,68         | I-680 près de Neola                                       | Iowa 37 à Earling                              | 1930  | |
| Iowa 202 | 10,46         | 16,84         | Route 202 à la frontière du Missouri                      | Iowa 2 près de Moulton                         | 1969  | |
| Iowa 210 | 34,78         | 55,98         | Iowa 141 près de Woodward                                 | US 65 près de Collins                          | 1931  | |
| Iowa 212 | 12,16         | 19,57         | Iowa 21 près de Belle Plaine                              | US 6 à Marengo                                 | 1934  | |
| Iowa 220 | 7,23          | 11,64         | US 6 à South Amana                                        | US 151 à Amana                                 | 1931  | |
| Iowa 224 | 10,59         | 17,04         | US 6 près de Kellogg                                      | Iowa 14 près de Laurel                         | 1931  | |
| Iowa 281 | 28,1776       | 45,33         | Limites de Waterloo                                       | Iowa 150 à Oelwein                             | 1935  | |
| Iowa 316 | 5,18          | 8,34          | Iowa 5 près de Swan                                       | Limites de Runnells                            | 1935  | |
| Iowa 330 | 47,75         | 76,84         | I-80 / US 6 / US 65 à Altoona                             | Iowa 14 près d'Albion                          | 1948  | |
| Iowa 333 | 1,56          | 2,51          | I-29 à Hamburg                                            | US 275 à Hamburg                               | 1935  | |
| Iowa 346 | 12,47         | 20,07         | US 218 / Iowa 27 à Nashua                                 | US 18 / US 63 près de New Hampton              | 1937  | |
| Iowa 368 | 0,14          | 0,23          | 200th Avenue près de Hartford                             | Cul-de-sac                                     | 2002  | |
| Iowa 376 | 10,33         | 16,63         | I-129 / US 20 / US 75 à Sioux City                        | US 75 à Sioux City                             | 2001  | US 75 Business à Sioux City                                                                         |
| Iowa 404 | 1,63          | 2,62          | Iowa 3 à Le Mars                                          | US 75 à Le Mars                                | 2006  | Section de US 75 Business à Le Mars                                                                 |
| Iowa 415 | 16,86         | 27,13         | US 6 à Des Moines                                         | Iowa 141 près de Granger                       | 1959  | |
| Iowa 438 | 1,05          | 1,69          | US 34 / Iowa 163 à Mount Pleasant                         | US 218 / Iowa 27 à Mount Pleasant              | 2003  | Section de US 218 Business à Mount Pleasant                                                         |
| Iowa 450 | 0,27          | 0,43          | Iowa 10 à Alton                                           | Iowa 60 à Alton                                | 2005  | |
| Iowa 461 | 10,75         | 17,30         | I-280 / US 61 à Davenport                                 | I-280 / US 61 à Davenport                      | 2010  | US 61 Business à Davenport                                                                          |
| Iowa 470 | 0,70          | 1,12          | US 75 à Merrill                                           | US 75 à Merrill                                | 2011  | Ancienne section de la US 75                                                                        |
| Iowa 471 | 11,16         | 17,96         | Iowa 175 près de Lake View                                | US 20 / US 71 près d'Early                     | 2015  | Ancienne US 71 dans le comté de Sac                                                                 |
| Iowa 903 | 0,13          | 0,21          | Sud de la Iowa 163 près de Leighton                       | Sud de la Iowa 163 près de Leighton            | 2011  | |
| Iowa 922 | 8,86          | 14,26         | US 151 à Cedar Rapids                                     | Iowa 100 à Cedar Rapids                        | 1989  | US 151 Business à Cedar Rapids                                                                      |
| Iowa 930 | 1,74          | 2,80          | US 30 près d'Ames                                         | Limite des comtés de Boone et de Story         | 1972  | Ancienne section de la US 30                                                                        |
| Iowa 946 | 0,93          | 1,49          | US 52 / US 61 / US 151 à Dubuque                          | US 52 / US 61 / US 151 à Dubuque               | 1991  | Fournit un accès direct entre la US 20 et la US 52 / US 61 / US 151                                 |
| Iowa 965 | 0,52          | 0,84          | US 6 à Coralville                                         | I-80 à Coralville                              | 1985  | Ancienne section de la US 218                                                                       |
|          |               |               |                                                           |                                                |       | |